# Арнолд Бенет
Енох Арнолд Бенет (енгл. Enoch Arnold Bennett; Стоук на Тренту, 27. мај 1867 — Лондон, 27. март 1931) био је енглески књижевник. Сматра се једним од значајнијих прозних писаца едвардијанског доба. Писао је драме, есеје, књижевну критику, новинарске фељтоне и дневник, а славу је превасходно стекао романима.
Бенет је написао тридесетак романа, међу којима су најпознатији „Ана из пет градова” (1902), „Прича старих жена” (1908) и „Клејхенгерови” (1910). Романе је писао под утицајем француског романа реализма, пре свега Балзака, Флобера и Мопасана, те је велика пажња у њима посвећена детаљним описима екстеријера, ентеријера и портретима ликова. Мање је био успешан у писању драма, с изузетком комада „Прекретнице” (1912), који се дуго и са релативно великим успехом изводио на позоришној сцени Лондона. Писао је и књиге самопомоћи: „Књижевни укус”, „Како живети 24 сата на дан”, „Људска машина”, итд. „Дневници Арнолда Бенета 1896–1928” објављени су у три тома (1932–1933).
Иако се остварио као успешан писац, већ следећа генерација британских књижевника, попут Вирџиније Вулф и других интелектуалаца окупљених у Кругу Блумсбери, била је критична према уметничким квалитетима Бенетове прозе, сматрајући је старомодном и неинвентивном. Ове критике су негативно утицале на његову каснију рецепцију. Од деведесетих година двадесетог века поново почиње да се цени естетски квалитет његове прозе.